# Campeonato Mundial de Vóley Playa de 2019
El XII Campeonato Mundial de Vóley Playa se celebró en Hamburgo (Alemania) entre el 28 de junio y el 7 de julio de 2019 bajo la organización de la Federación Internacional de Voleibol (FIVB) y la Federación Alemana de Voleibol.
Las competiciones se realizaron en el estadio Am Rothenbaum de la ciudad germana.

## Calendario
| FP | Fase preliminar | 1/16 | Dieciseisavos de final | 1/8 | Octavos de final | 1/4 | Cuartos de final | 1/2 | Semifinales | F | Finales |

| Junio/julio de 2019 | 28 Vie | 29 Sáb | 30 Dom | 01 Lun | 02 Mar | 03 Mié | 04 Jue | 05 Vie  | 06 Sáb  | 07 Dom |
| ------------------- | ------ | ------ | ------ | ------ | ------ | ------ | ------ | ------- | ------- | ------ |
| Torneo masculino    | FP     | FP     | FP     | FP     | FP     | FP     | 1/16   | 1/8     | 1/4 1/2 | F      |
| Torneo femenino     | FP     | FP     | FP     | FP     | FP     | 1/16   | 1/8    | 1/4 1/2 | F       | —      |

## Medallistas
| Evento    | Oro                                               | Plata                                        | Bronce                                             |
| --------- | ------------------------------------------------- | -------------------------------------------- | -------------------------------------------------- |
| Masculino | Oleg Stoyanovski · Viacheslav Krasilnikov · Rusia | Julius Thole · Clemens Wickler · Alemania    | Anders Mol · Christian Sørum · Noruega             |
| Femenino  | Sarah Pavan · Melissa Humana-Paredes · Canadá     | Alexandra Klineman April Ross Estados Unidos | Taliqua Clancy Mariafe Artacho del Solar Australia |

## Medallero
| Núm. | País           | Oro | Plata | Bronce | Total |
| ---- | -------------- | --- | ----- | ------ | ----- |
| 1    | Canadá         | 1   | 0     | 0      | 1     |
| 1    | Rusia          | 1   | 0     | 0      | 1     |
| 3    | Alemania       | 0   | 1     | 0      | 1     |
| 3    | Estados Unidos | 0   | 1     | 0      | 1     |
| 5    | Australia      | 0   | 0     | 1      | 1     |
| 5    | Noruega        | 0   | 0     | 1      | 1     |
|      | TOTAL          | 2   | 2     | 2      | 6     |